# HaJamin HeChadasch
HaJamin HeChadasch (hebräisch הַיָּמִין הֶחָדָשׁ ‚Die Neue Rechte‘) ist eine nationalkonservative israelische Partei, die im Dezember 2018 von Naftali Bennett und Ajelet Schaked gegründet wurde.

## Geschichte
Am 29. Dezember 2018 verkündeten Bildungsminister Naftali Bennett und Justizministerin Ajelet Schaked ihren Austritt aus der Partei HaBajit haJehudi, deren Vorsitzender Bennett bis dahin war. Sie bildeten mit einem weiteren Mitglied der Knesset, Schulammit Moʿalem-Refaʾeli, eine neue Fraktion in der Knesset und gründeten die Partei HaJamin heChadasch, um damit an der bevorstehenden Parlamentswahl teilzunehmen. Die Partei wurde zunächst von Bennett und Schaked gemeinsam geführt.
Bei der Knessetwahl am 9. April 2019 scheiterte die Partei mit 3,22 % knapp an der 3,25 %-Hürde und erhielt keine Sitze.
Am 29. Juli 2019 einigte sich die Partei mit der Union der rechten Parteien auf ein gemeinsames Antreten bei der Parlamentswahl in Israel September 2019. Das Bündnis, das den Namen Jamina trug, wurde von Ajelet Schaked angeführt. Nach der Wahl wurde das Bündnis wieder aufgelöst.

## Positionen
HaJamin heChadasch will eine Brückenfunktion zwischen religiösen und säkularen Juden bilden. Israel sei ausschließlich der Nationalstaat des jüdischen Volkes, wobei Minderheiten aber volle Bürger- und individuelle Rechte haben sollen.
Die Partei lehnt einen palästinensischen Staat strikt ab und spricht sich für die Annexion der C-Gebiete des Westjordanlandes (rund 61 % der Fläche des Westjordanlandes) aus. Die in den C-Gebieten lebende palästinensische Bevölkerung soll im Anschluss die israelische Staatsbürgerschaft erhalten.
HaJamin heChadasch befürwortet Wirtschaftsliberalismus und lehnt juristischen Aktivismus ab.